# 徳永豊
徳永 豊（とくなが ゆたか、1895年（明治28年）5月1日 - 1976年（昭和51年）1月4日）は、日本の政治家、弁護士、画家。第7代福山市長（4期）。

## 人物
広島県深安郡福山町（現・福山市霞町）に生まれる。1914年（大正3年）3月、広島県立福山誠之館中学校（現・広島県立福山誠之館高等学校）卒業。1915年（大正4年）4月、第一高等学校入学。1921年（大正10年）に東京帝国大学法学部を卒業し、三菱造船（現・三菱重工業）に入社。本社総務部に配属される。翌1922年（大正11年）、病のため三菱造船を退職、療養生活に入る。
1926年（大正15年）、広島県福山師範学校の教師となる。1930年（昭和5年）、退職。
1931年（昭和6年）、弁護士を開業した。1932年（昭和7年）に福山市会議員に初当選。1935年（昭和10年）に広島県会議員に初当選。1936年（昭和11年）、中国化学工業株式会社を設立、専務に就任。1939年（昭和14年）、「福山音楽協会」が設立され会長に就任。
中国化学工業は軍の重要工場に指定され、徳永は軍事技術員を命ぜられる。1944年（昭和19年）、亜硫酸ガスのたちこめる工場内で日夜陣頭指揮をするうち過労と栄養失調のため倒れる。芦品郡有磨村にある妻の実家に疎開療養。
1947年（昭和22年）4月5日に行われた福山市長選挙に立候補するも、衆議院議員の藤井正男に敗れる。1951年（昭和26年）、福山市議会議員に当選。
1952年（昭和27年）、独立美術協会の独立展に初入選。以後5年連続入選する。
1955年（昭和30年）に行われた福山市長選挙で初当選した。5月1日に市長に就任し、この年弁護士を廃業する。3選後の1966年（昭和40年）5月1日、福山市は松永市と対等合併し、新たな福山市（2代）となる。同年5月12日に行われた市長選で4選。
1976年（昭和51年）1月4日没。
弁護士で県議を務めていた息子の徳永光昭は、1987年（昭和62年）と1991年（平成3年）に市長選に出馬しているがいずれも落選している。

## 栄典
- 1960年（昭和35年）、藍綬褒章。
- 1969年（昭和44年）、勲三等瑞宝章。